# Carbassera de rabequet

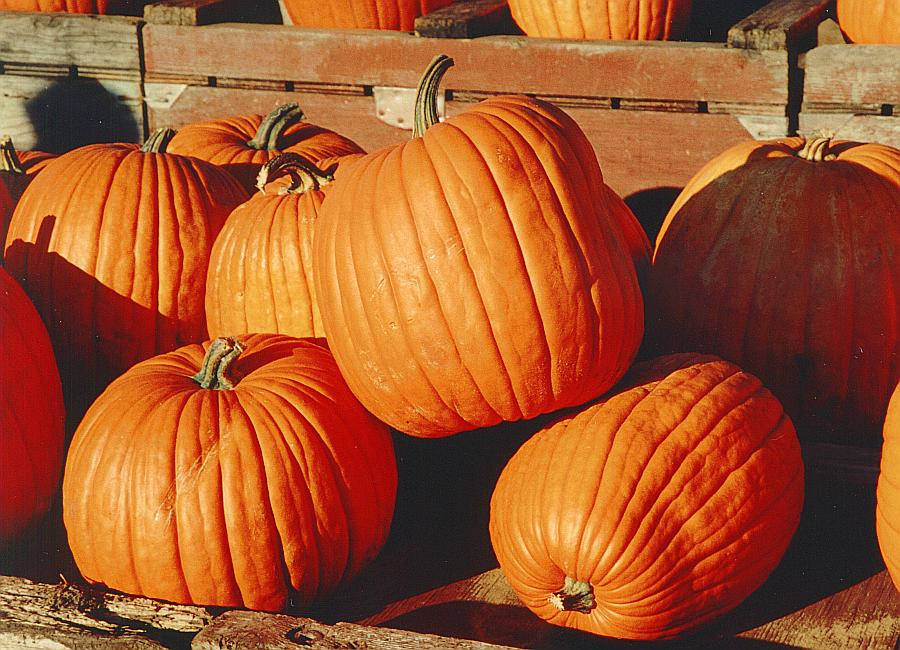
Carabasses de rabequet

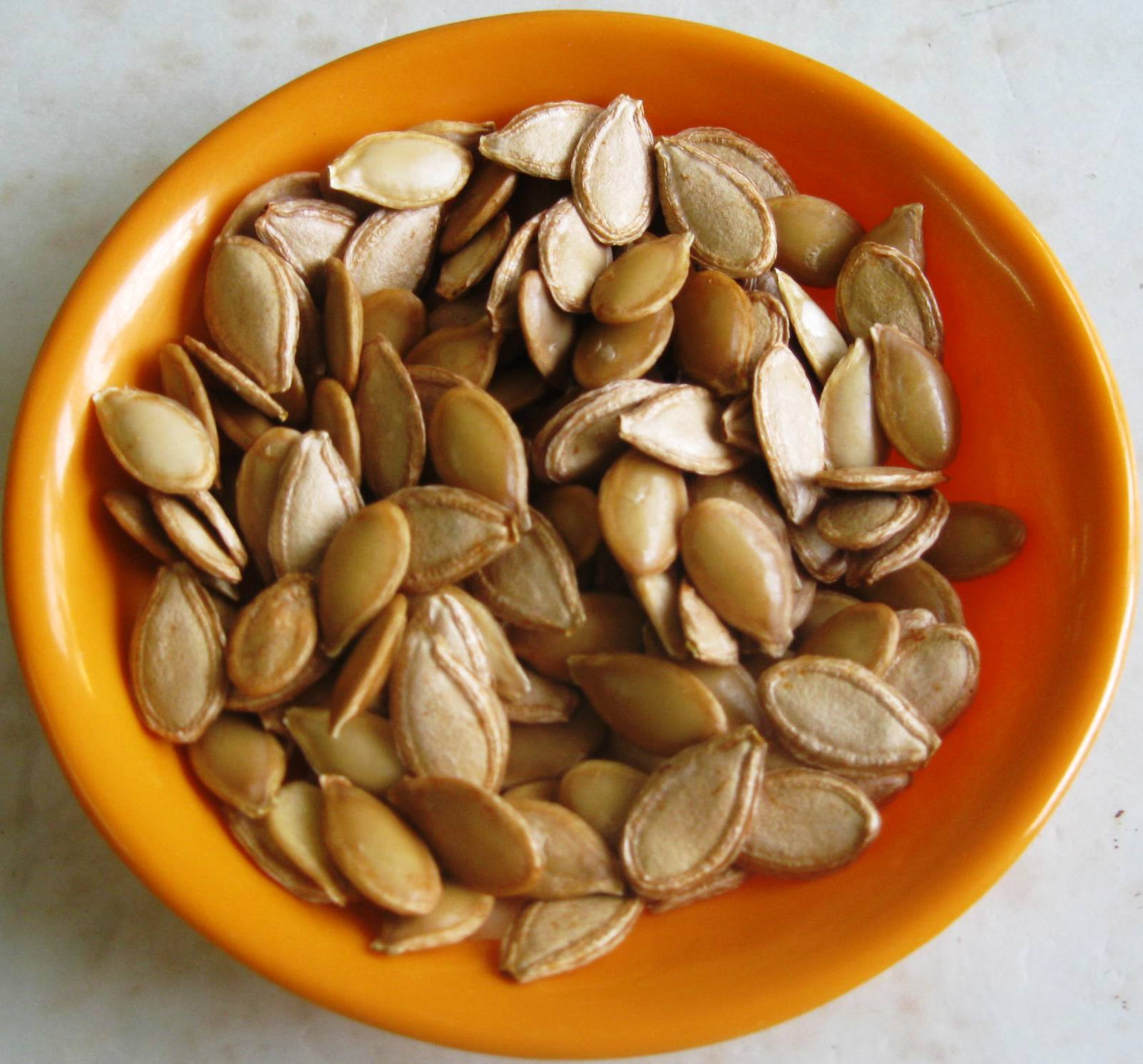
Llavors de carabasses (madurades)

La carabassera de bou, carabassera d'Egipte, carabassera de menjar o carabassera de rabequet (Cucurbita maxima) és una espècie de planta amb flors del gènere Cucurbita dins la família de les cucurbitàcies (Cucurbitaceae). És una planta nativa d'Amèrica del Sud, de Bolívia i el nord de l'Argentina.
Addicionalment pot rebre els noms de carabassa (fruit), carabassa confitera, carabassa de bou, carabassa de menjar, carabassa de patatera, carabassa de rabequera, carabassa de rabequet, carabassa de rabequets, carabassa de síndria, carabassa per a dolç (fruit), carabassa porquera, carabassera de peça, carabassera groga, carabassera rodona, carbassa, carbassera d'Egipte, carbassera de bou, carbassera de menjar, carbassera de peça, carbassera de rabequet, carbassera patatera, rabequera, rabequet, rabequet (fruit) i rabequets. També s'han recollit les variants lingüístiques carabassa tossinera, rabeques i zuca (alguerès).

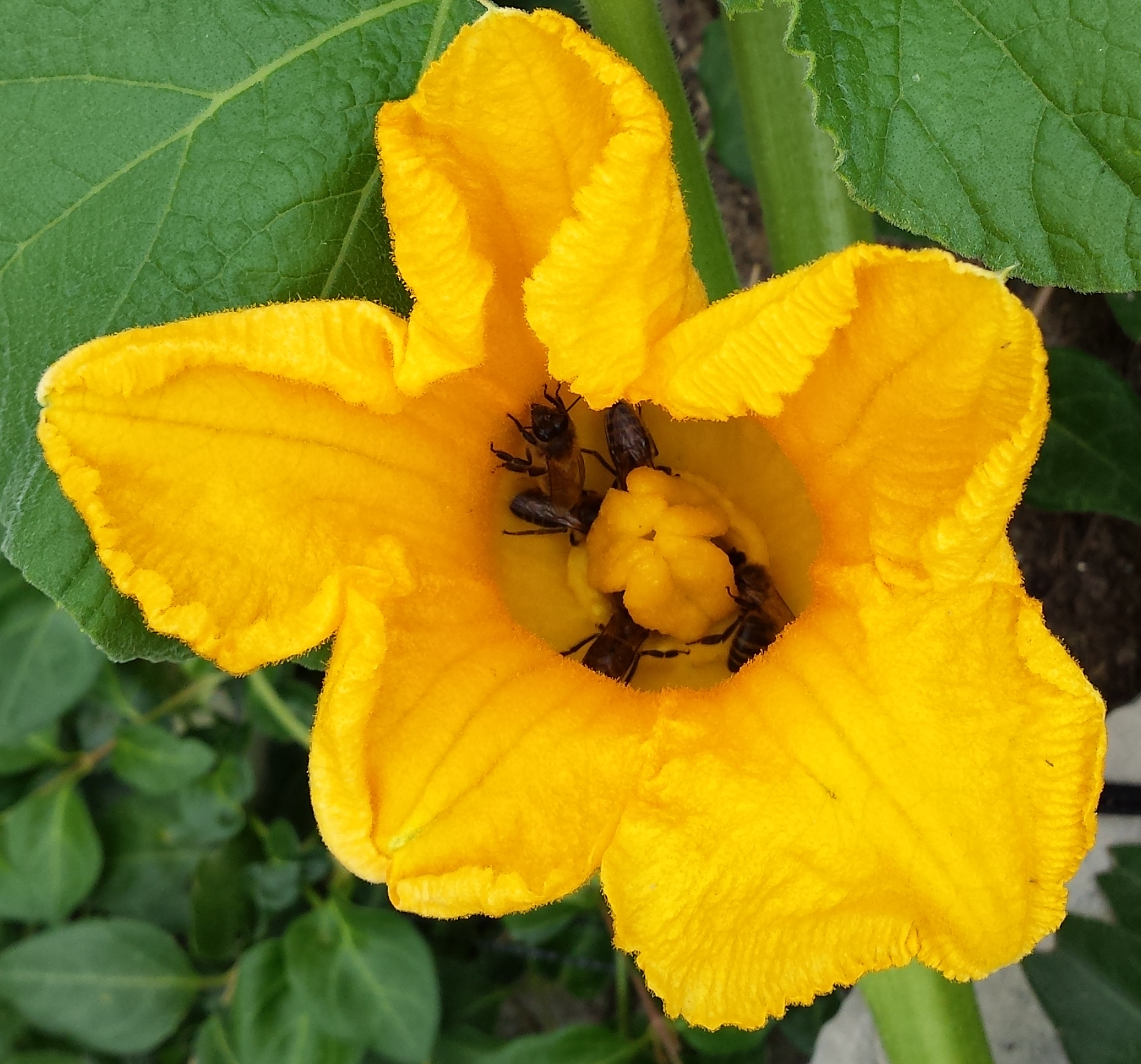
Flor femella de Cucurbita maxima pol·linitzada per abelles i borinots

Tenen una forma molt variable que és, segons les varietats globulars, oblongues o ovoides. Poden pesar fins a 36 kg. Normalment es mengen cuites i se'n fa sopes o pastissos. Actualment als Estats Units es fan servir principalment per a ser decorades, un cop buides, en les festes del Halloween (dia dels Morts) i també es fan concursos per conrear la carabassa més grossa. El Calendari Republicà Francès amb el nom de Potiron li va dedicar un dia de la tardor.